# Gerichtsbezirk Liezen
Der Gerichtsbezirk Liezen ist ein dem Bezirksgericht Liezen unterstehender Gerichtsbezirk im Bundesland Steiermark. Er ist der flächenmäßig größte Gerichtsbezirk der Steiermark.

## Geschichte
Der Gerichtsbezirk Liezen wurde durch eine 1849 beschlossene Kundmachung der Landes-Gerichts-Einführungs-Kommission geschaffen und umfasste ursprünglich die zehn Gemeinden Admont, Aigen, Arding, Hall, Johnsbach, Krumau, Liezen, Pyhrn, Weißenbach und Weng.
Der Gerichtsbezirk Liezen bildete im Zuge der Trennung der politischen von der judikativen Verwaltung
ab 1868 gemeinsam mit den Gerichtsbezirken Aussee, Gröbming, Irdning, Rottenmann, Schladming und St. Gallen den Bezirk Liezen.
Als 1873 der Bezirk Gröbming gegründet wurde, kamen die Gerichtsbezirke Irdning, Gröbming, Bad Aussee und Schladming per 30. Juni 1873 zum neugegründeten Bezirk.
1938 wurde der Bezirk Gröbming im Zuge der nationalsozialistischen Verwaltungsänderungen aufgelöst und die Gerichtsbezirke Irdning, Schladming und Gröbming per 15. Oktober 1938 wieder Teil des Bezirks Liezen.
Diese Änderung wurde nach dem Zweiten Weltkrieg beibehalten.
Bis 1976 blieb das Gerichtsbezirksgebiet von Liezen mit 426,12 km² nahezu unverändert. Im Zuge der Zusammenlegung mehrerer Gerichtsbezirke wurde der benachbarte Gerichtsbezirk St. Gallen aufgelöst und per 1. Oktober 1976 mit dem Gerichtsbezirk Liezen verschmolzen. Der nach Gemeindezusammenlegungen noch die sieben Gemeinden Admont, Ardning, Hall, Johnsbach, Liezen, Weißenbach bei Liezen und Weng bei Admont umfassende Gerichtsbezirk wurde dadurch um die sieben Gemeinden Altenmarkt bei Sankt Gallen, Gams bei Hieflau, Landl, Palfau, Sankt Gallen, Weißenbach an der Enns und Wildalpen erweitert.
Der Gerichtsbezirk Liezen vergrößerte sein Gebiet dadurch
auf 1.011.26 km². 
Durch die „Bezirksgerichte-Verordnung Steiermark“ der Bundesregierung wurde per 1. Juli 2002 der benachbarte Gerichtsbezirk Rottenmann aufgelöst und dessen Gebiet mit dem Gerichtsbezirk Liezen vereinigt. Der Gerichtsbezirk Liezen vergrößerte sich dadurch um die sieben Gemeinden Gaishorn am See, Lassing, Oppenberg, Rottenmann, Selzthal, Treglwang und Trieben auf 1.391,75 km².
Am 1. Juli 2013 wurde der Gerichtsbezirk Irdning aufgelöst und die Gemeinden wurden dem Gerichtsbezirk Liezen eingegliedert.
Mit Wirkung ab 1. Jänner 2015 wurde der Gerichtsbezirk aufgrund der Veränderungen im Rahmen der Gemeindestrukturreform in der Steiermark in der „Bezirksgerichte-Verordnung Steiermark 2015“ neu definiert. Damit erhielt der Bezirk das Gebiet der ehemaligen Gemeinde Hieflau.

## Gerichtssprengel
Der Gerichtsbezirk Liezen umfasst seit Jänner 2015 die 20 Gemeinden Admont, Aigen im Ennstal, Altaussee, Altenmarkt bei St. Gallen, Ardning, Bad Aussee, Bad Mitterndorf, Gaishorn am See, Grundlsee, Irdning-Donnersbachtal, Landl, Lassing, Liezen, Rottenmann, St. Gallen, Selzthal, Stainach-Pürgg, Trieben, Wildalpen und Wörschach.
Er ist somit mit dem Teil des Bezirks Liezen deckungsgleich, der nicht der Politischen Expositur Gröbming untersteht.